# Polyresin

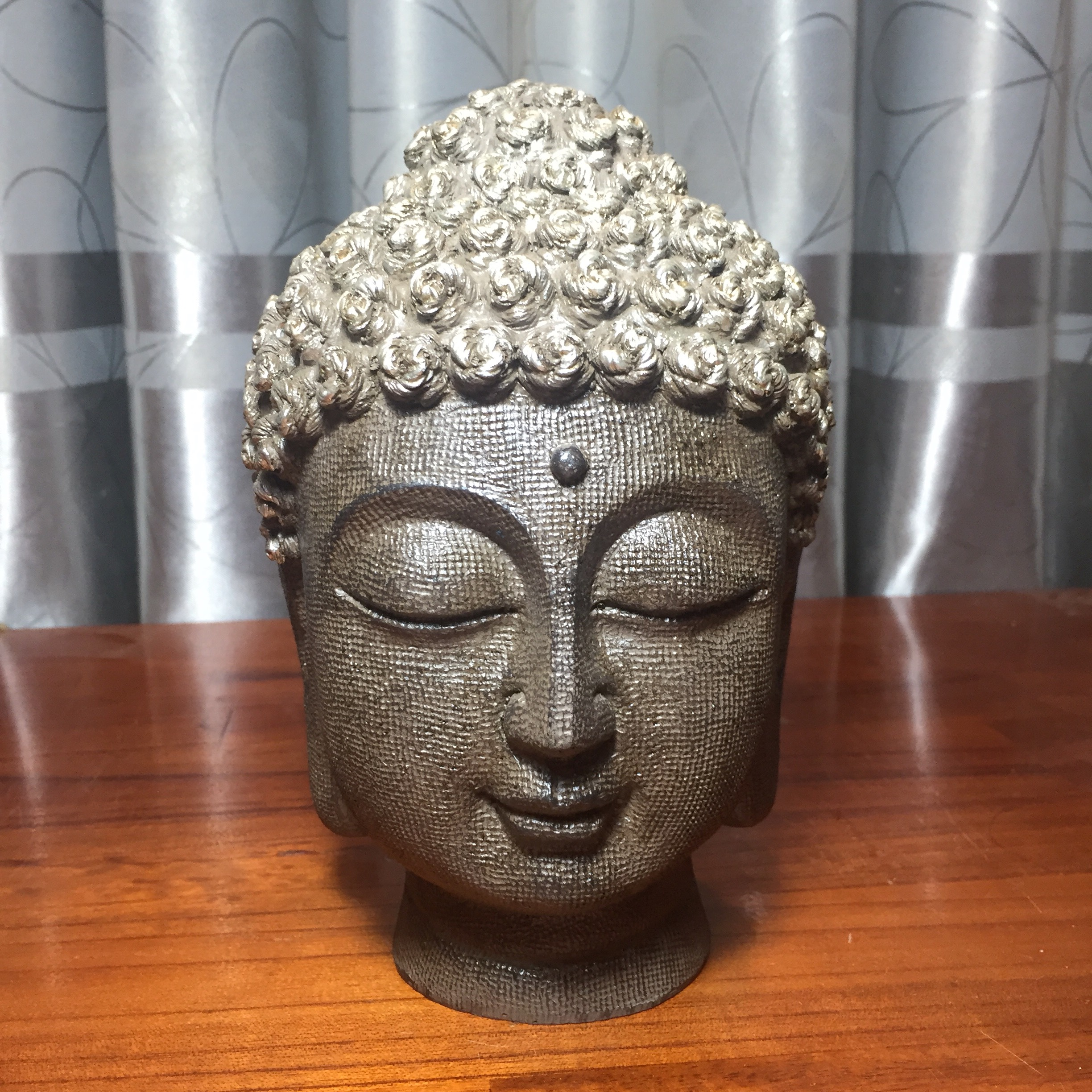
Mặt tượng Phật được làm bằng Polyresin vô cùng nhẹ kết hợp với tóc làm bằng nhôm, thường dùng để trang trí hay làm quà lưu niệm

Polyresin là một hợp chất nhựa tổng hợp thường được sử dụng tạo tạc tượng, tượng nhỏ, và đồ trang trí nội thất. Nó là một vật liệu cứng có thể đúc được các chi tiết phức tạp, các chi tiết với kết cấu phù hợp.
Có thể kết hợp thêm chất phụ gia vào để tăng cường độ bền của vật liệu, làm giảm trọng lượng, tăng độ bền nhiệt, tăng hiệu quả trang trí. Polyresin cũng tương thích với phần lớn các dạng trang trí bên ngoài khác nhau, như sơn và hay mạ kim loại, đó là lý do tại sao nhiều tác phẩm trang trí được làm từ vật liệu này.
Một dạng của Polyresin thường được sử dụng là Alabastrite. Đó là một dạng vật liệu stone-based, dễ tạc và sơn, tương tự như sứ và gốm.